# Ingerophrynus ledongensis
Ingerophrynus ledongensis es una especie de anfibio anuro de la familia Bufonidae.

## Distribución geográfica
Es endémica del sur de la isla de Hainan (China).

## Estado de conservación
Se encuentra amenazada por la pérdida de su hábitat natural.